# Usofila gracilis
Usofila gracilis är en spindelart som beskrevs av Eugen von Keyserling 1891. Usofila gracilis ingår i släktet Usofila och familjen Telemidae. Inga underarter finns listade i Catalogue of Life.